# Ліньов Володимир Володимирович
Володи́мир Володи́мирович Ліньо́в — сержант Збройних сил України.
Водій аеромобільно-десантного взводу 79-ї аеромобільної бригади.

## Нагороди
31 жовтня 2014 року за особисту мужність і героїзм, виявлені у захисті державного суверенітету та територіальної цілісності України, вірність військовій присязі під час російсько-української війни, відзначений — нагороджений орденом «За мужність» III ступеня.